# Apolo y Dafne

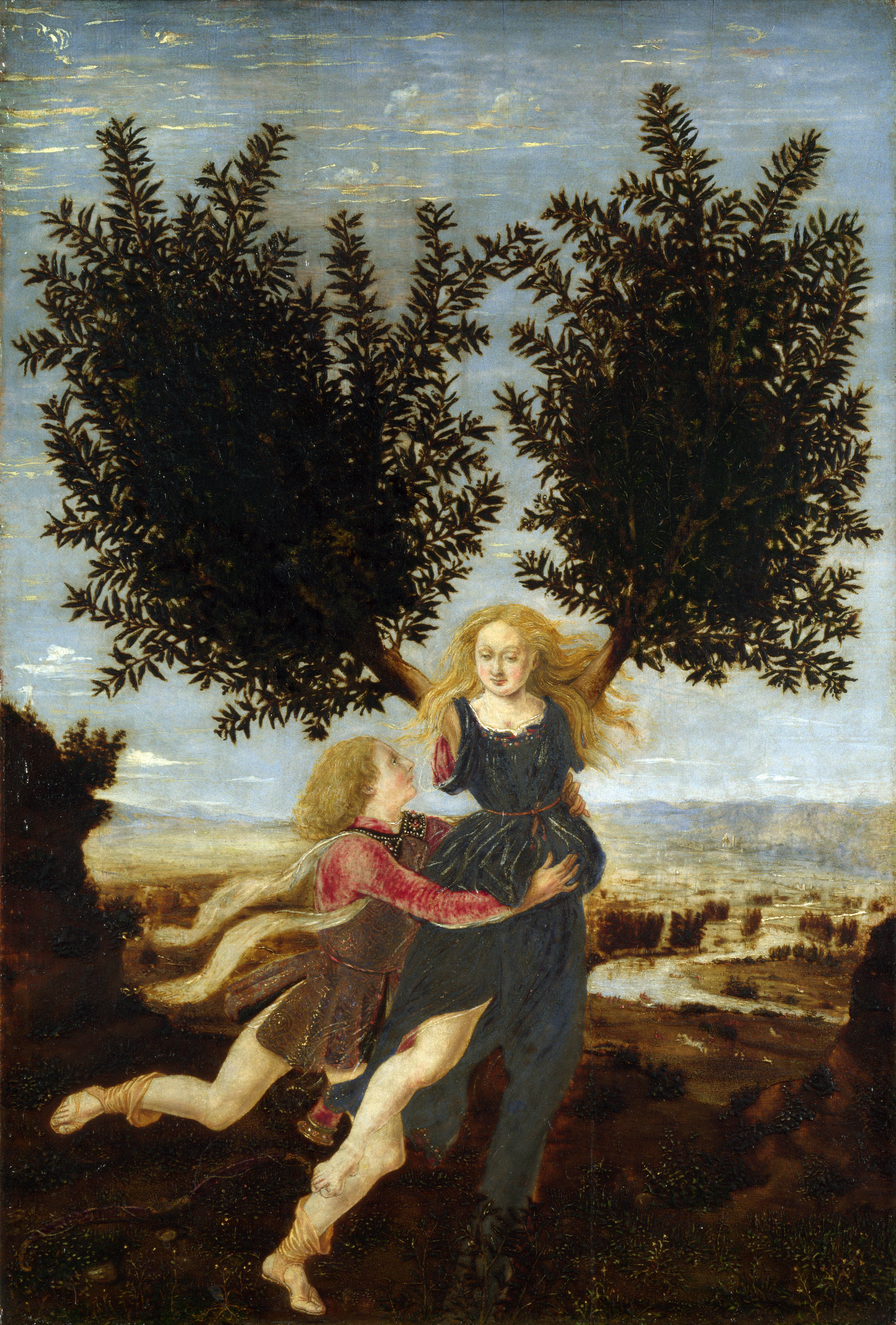
Apolo y Dafne, cuadro atribuido a Piero Pollaiuolo (1441-1496)

Apolo y Dafne es un relato perteneciente a la mitología griega que a través del tiempo ha sido narrado por autores helenísticos y romanos.

## Resumen del mito
Apolo, dios de las artes y de la música, fue castigado por el joven Eros después de que se burlase de este por jugar con un arco y unas flechas.

Dime, joven afeminado: ¿qué pretendes hacer con esa arma más propia de mis manos que de las tuyas? Yo sé lanzar las flechas certeras contra las bestias feroces y los feroces enemigos. [...] Conténtate con avivar con tus candelas un juego que yo conozco y no pretendas parangonar tus victorias con las mías.

El irascible Eros tomó dos flechas, una de oro con la punta de diamante y otra de hierro con la punta revestida con plomo. La de oro incitaba el amor, la de hierro incitaba el odio. Con la flecha de hierro disparó a la ninfa Dafne y con la de oro disparó a Apolo en el corazón. Apolo se inflamó de pasión por Dafne y en cambio ella lo aborreció. En el pasado, Dafne había rechazado a muchos amantes potenciales y a cambio había demostrado preferencia por la caza y por explorar los bosques. Su padre, un dios-río que una tradición considera que era Ladón y otra, en cambio, que era Peneo, le pidió que contrajera matrimonio para que así le diese nietos. Sin embargo, ella rogó a su padre que la dejase soltera, como la hermana gemela de Apolo, Artemisa. A pesar de esto, su padre la advirtió de que era demasiado hermosa como para mantener por siempre lejos a todos sus pretendientes.
Apolo la hostigó constantemente, rogándole que se quedara con él, pero la ninfa siguió huyendo hasta que los dioses intervinieron y ayudaron a que Apolo la alcanzara. En vista de que Apolo la atraparía, Dafne invocó a su padre, el dios Ladón. Este la transformó; de repente su piel se convirtió en corteza de árbol (un laurel), su cabello en hojas y sus brazos en ramas. Dejó de correr ya que sus pies se enraizaron en la tierra. Apolo abrazó las ramas, pero incluso éstas se redujeron y contrajeron. Como ya no la podía tomar como esposa, le prometió que la amaría eternamente como su árbol y que sus ramas coronarían las cabezas de los héroes y los campeones de los Juegos Olímpicos. Apolo empleó sus poderes de eterna juventud e inmortalidad para que siempre estuviera verde.

## Apolo y Dafne en el arte

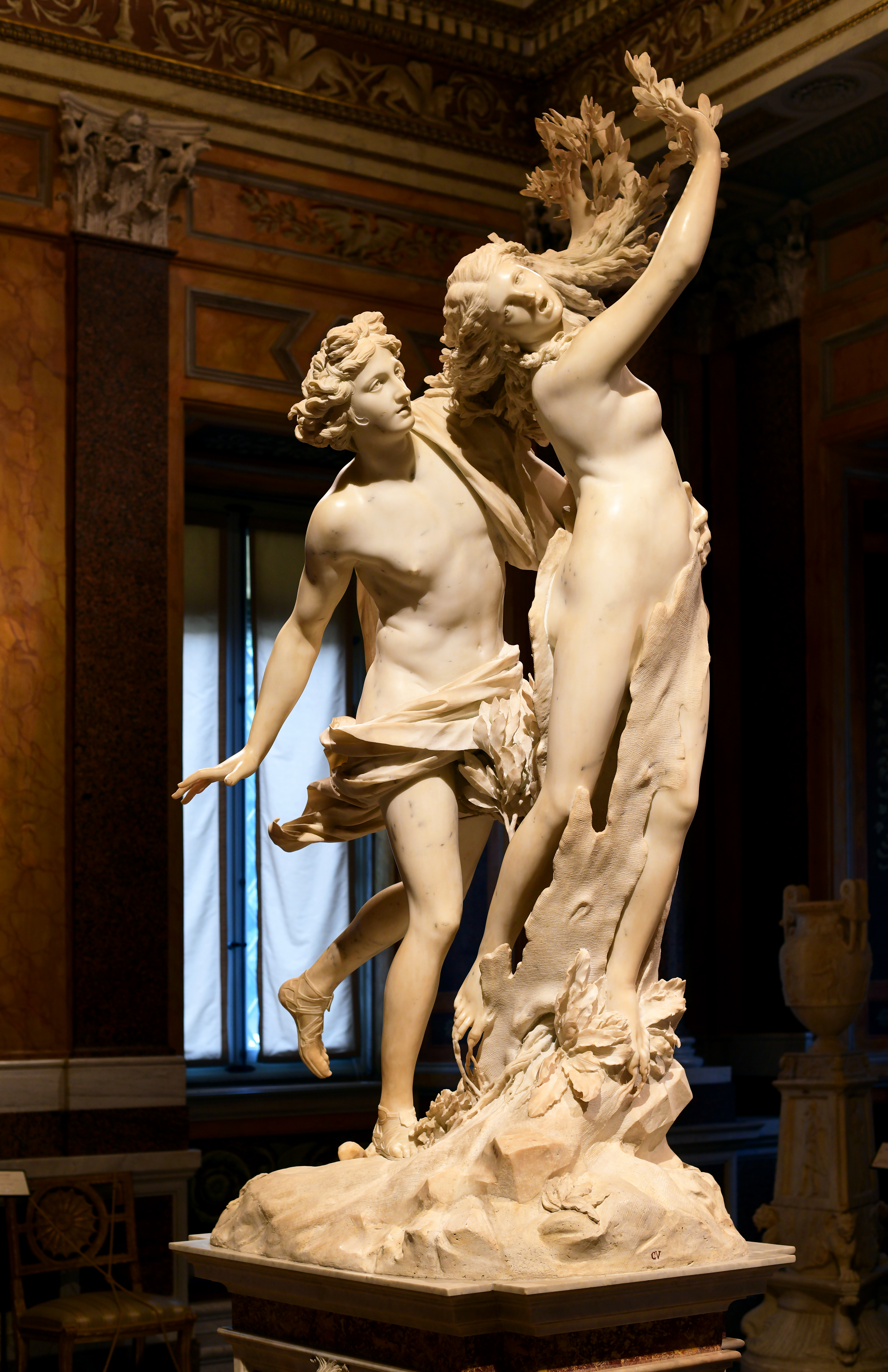
Apolo y Dafne (Bernini) (Apolo y Dafne, escultura de Bernini

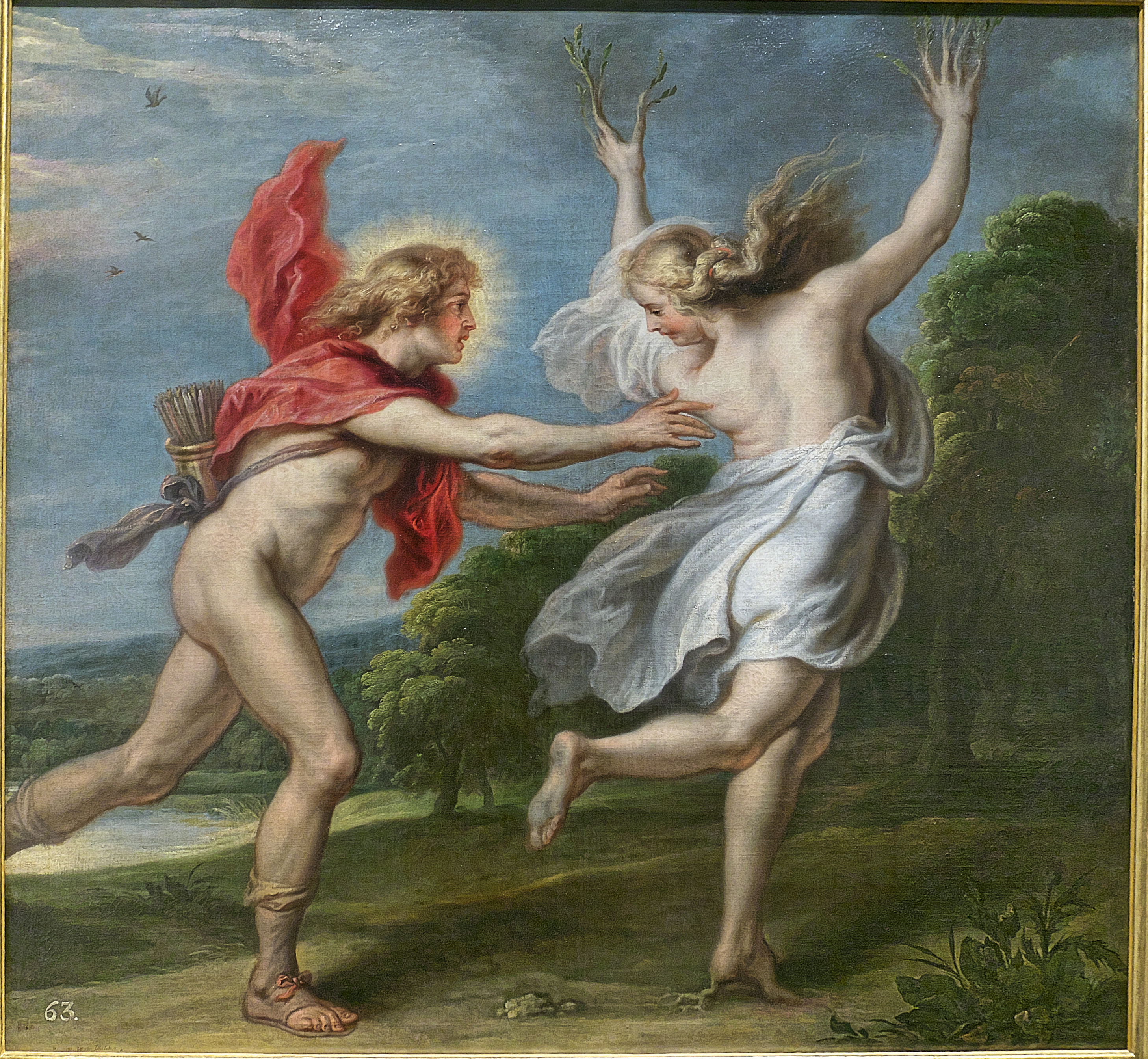
Apolo persiguiendo a Dafne (Theodoor van Thulden)

Entre 1622 y 1625 Gian Lorenzo Bernini esculpió en mármol la famosa obra Apolo y Dafne. La obra se encuentra en la Galería Borghese de la ciudad de Roma. En ella se puede advertir a Apolo alcanzando a Dafne mientras ella intenta escapar. Apolo está coronado con una corona de laurel que presagia la metamorfosis de Dafne en un laurel. Dafne es representada durante el proceso de transformación, de hecho sus brazos están tomando la forma de ramas mientras huye e implora a su padre que la rescate de Apolo.
Otros artistas como Picasso manipularon la mitología griega y la adaptaron a su época. En su pintura Apolo y Dafne, los personajes visten trajes del Renacimiento y Dafne está representada en pleno proceso de transformación. La obra se exhibe en la National Gallery de Londres.
Por otra parte, se ha sugerido que la obra del austríaco Gustav Klimt El beso podría retratar el momento en el que Apolo besa a la ninfa mientras esta se transforma en laurel.

## Virtud frente a lujuria
El mito de Apolo y Dafne ha sido interpretado como un enfrentamiento entre la virtud —Dafne— y los deseos sexuales —Apolo—. Mientras Apolo persigue a Dafne lujuriosamente ella se salva a través de la metamorfosis y el confinamiento en un laurel, lo que puede considerarse como un acto de castidad eterna. Dafne se ve forzada a sacrificar su cuerpo y convertirse en laurel como única escapatoria a las presiones y constantes deseos sexuales de Apolo.